# Championnats d'Europe de badminton 1986
Navigation
Preston 1984 Kristiansand 1988
Les championnats d'Europe de badminton 1986, dixième édition des championnats d'Europe de badminton, ont lieu du 30 mars au 5 avril 1986 à Uppsala, en Suède.

## Médaillés
| Épreuve       | Or                               | Argent                             | Bronze                                  |
| ------------- | -------------------------------- | ---------------------------------- | --------------------------------------- |
| Simple hommes | Morten Frost                     | Ib Frederiksen                     | Michael Kjeldsen                        |
| Simple hommes | Morten Frost                     | Ib Frederiksen                     | Torben Carlsen                          |
| Simple dames  | Helen Troke                      | Kirsten Larsen                     | Christine Magnusson                     |
| Simple dames  | Helen Troke                      | Kirsten Larsen                     | Svetlana Beliasova                      |
| Double hommes | Steen Fladberg / Jesper Helledie | Stefan Karlsson / Thomas Kihlström | Jan Eric Antonsson / Pär-Gunnar Jonsson |
| Double hommes | Steen Fladberg / Jesper Helledie | Stefan Karlsson / Thomas Kihlström | Mark Christiansen / Michael Kjeldsen    |
| Double dames  | Gillian Clark / Gillian Gowers   | Dorte Kjær / Nettie Nielsen        | Karen Beckman / Sarah Halsall           |
| Double dames  | Gillian Clark / Gillian Gowers   | Dorte Kjær / Nettie Nielsen        | Maria Bengtsson / Christine Magnusson   |
| Double mixte  | Martin Dew / Gillian Gilks       | Nigel Tier / Gillian Gowers        | Stefan Karlsson / Maria Bengtsson       |
| Double mixte  | Martin Dew / Gillian Gilks       | Nigel Tier / Gillian Gowers        | Thomas Kihlström / Christine Magnusson  |
| Par équipes   | Danemark                         | Angleterre                         | Suède                                   |

## Tableau des médailles
| Rang | Pays             | Médaille d'or | Médaille d'argent | Médaille de bronze | Total |
| ---- | ---------------- | ------------- | ----------------- | ------------------ | ----- |
| 1    | Danemark         | 3             | 3                 | 3                  | 9     |
| 2    | Angleterre       | 3             | 2                 | 1                  | 6     |
| 3    | Suède            | 0             | 1                 | 6                  | 7     |
| 4    | Union soviétique | 0             | 0                 | 1                  | 1     |